# Franz Nölken

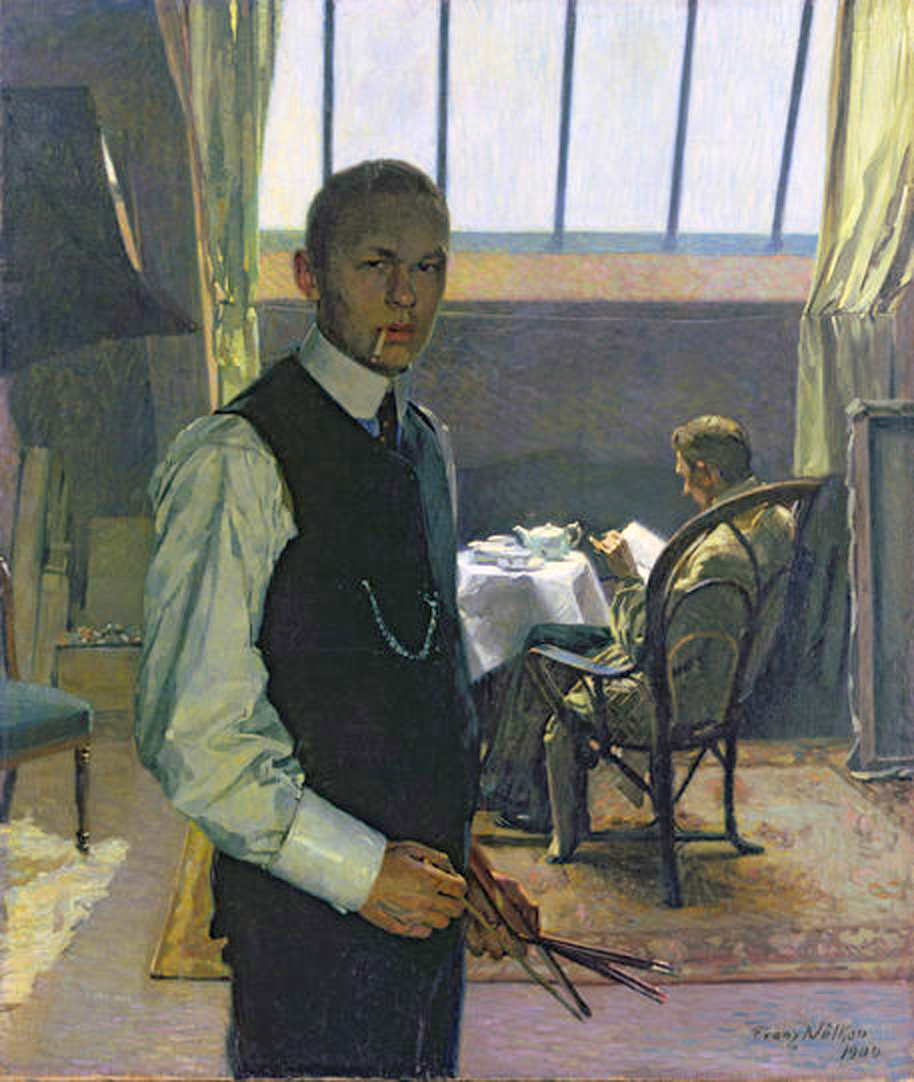
Selbstbildnis im Atelier, 1904, im Hintergrund sein Freund, der Maler Friedrich Ahlers-Hestermann, Hamburger Kunsthalle

Franz Nölken (* 5. Mai 1884 in Hamburg; † 4. November 1918 in La Capelle, Département Aisne, Frankreich) war ein deutscher Maler des Expressionismus und zeitweise Mitglied der Künstlervereinigung Brücke.

## Leben

### Ausbildung

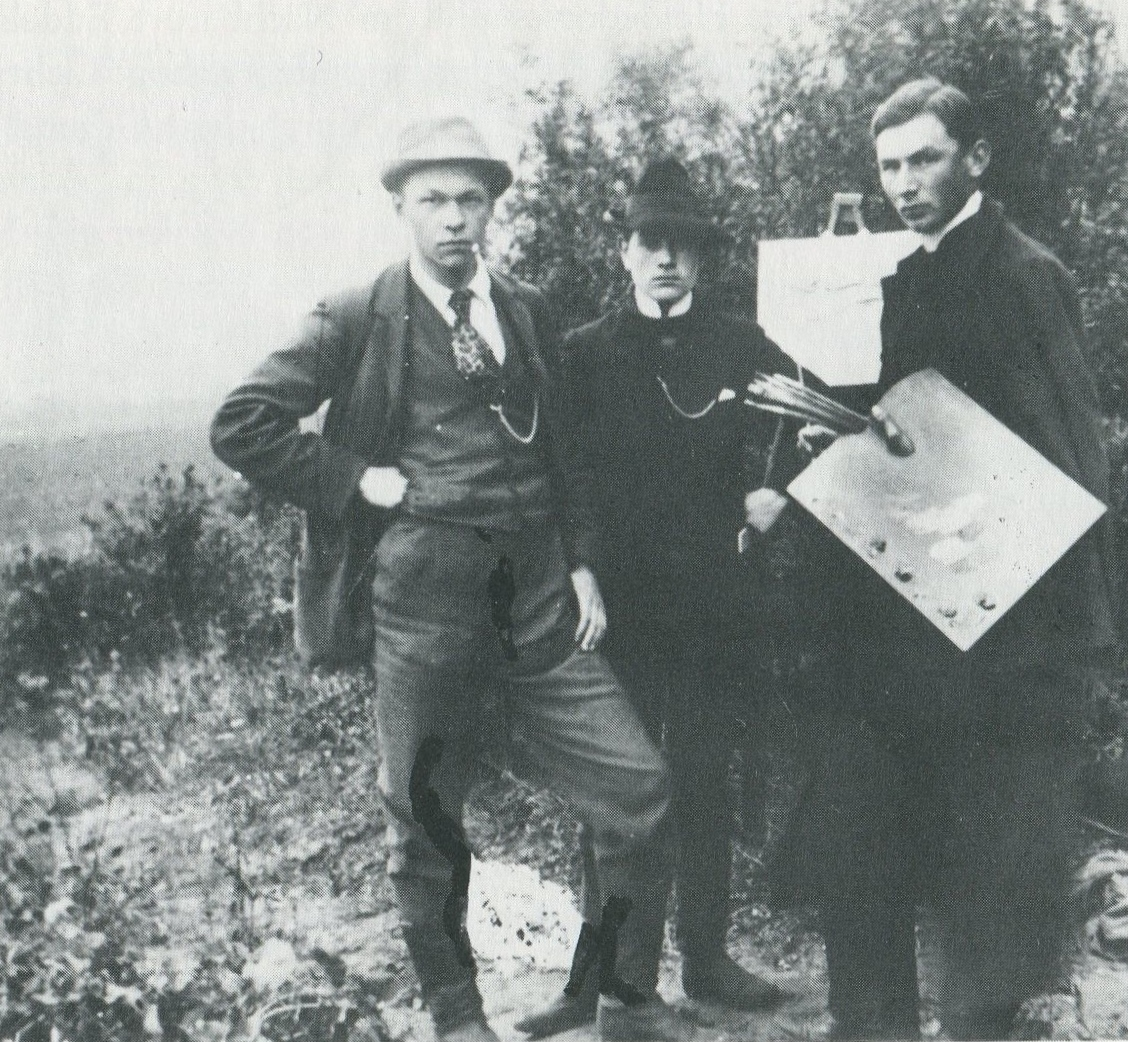
Von links: Franz Nölken, Walter Voltmer und Friedrich Ahlers-Hestermann um 1902 in Hittfeld

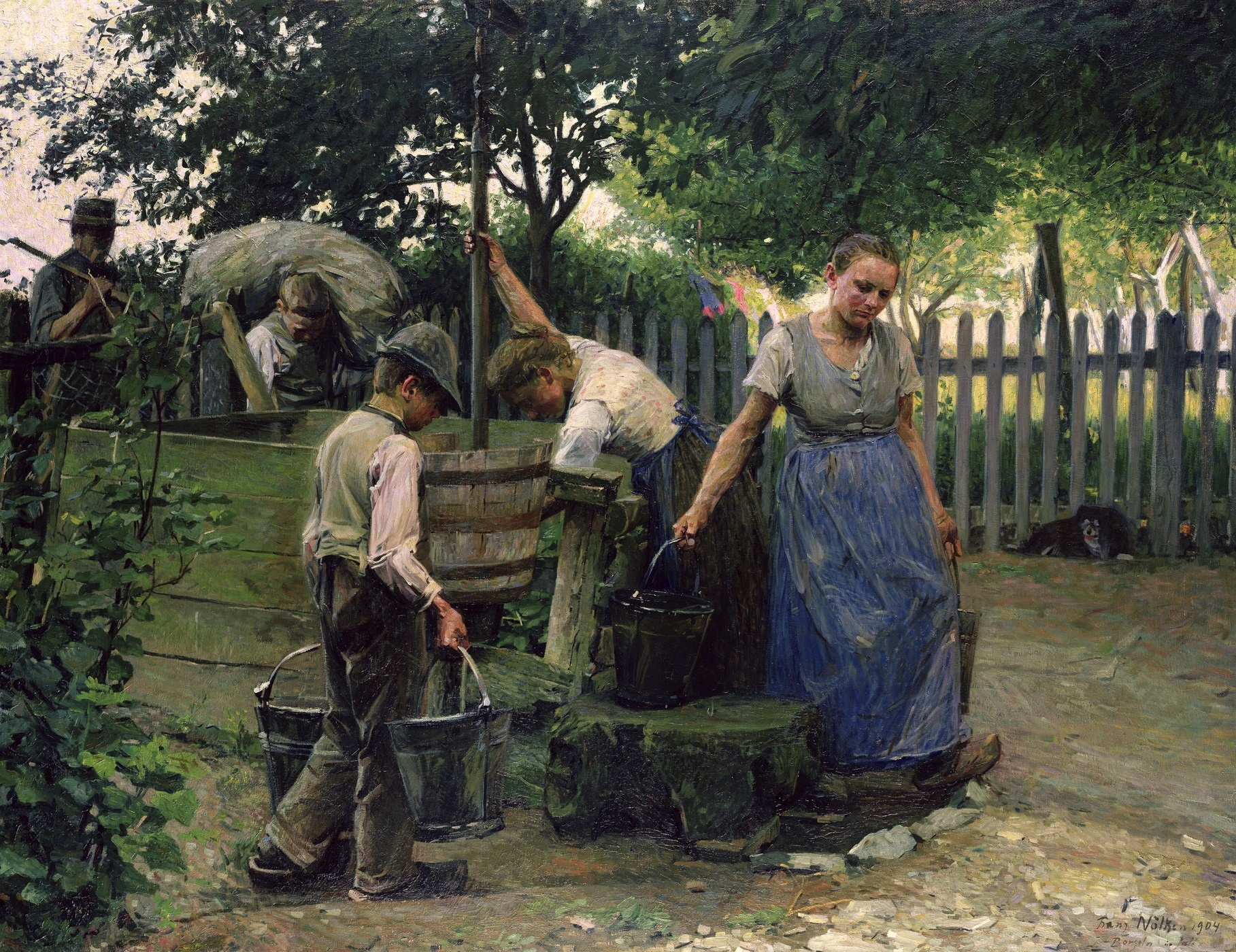
Am Brunnen, 1904

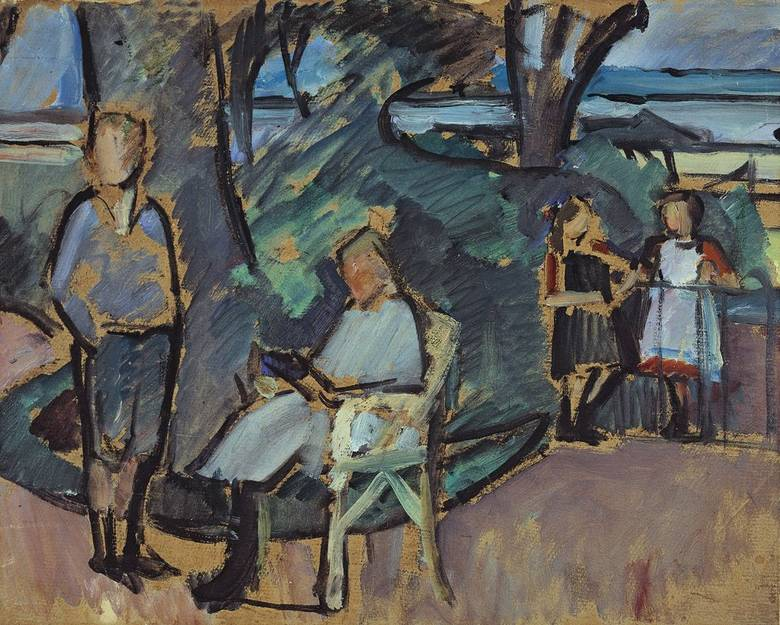
Kindergruppe im Park, um 1912

Franz Nölken brach 1900 als Sechzehnjähriger den Schulbesuch des Johanneums ab und besuchte auf Anraten von Alfred Lichtwark, dem Direktor der Hamburger Kunsthalle, die Malschule von Arthur Siebelist, der seine Schüler im Gegensatz zur akademischen Ausbildung der damaligen Zeit zum Malen in die freie Natur führte. Im Jahr 1903 wurde er in den „Hamburgischen Künstlerclub von 1897“ aufgenommen. 1904 zeigte eine erste Ausstellung der Siebelist-Schüler Friedrich Ahlers-Hestermann, Fritz Friedrichs, Walter Alfred Rosam und Walter Voltmer in der Galerie Commeter, Hamburg, auch seine Werke. Im selben Jahr stellte er sein Bild Am Brunnen fertig, das in der Hamburger Kunsthalle zu besichtigen ist.
1905 hielt er sich zu Studienzwecken in Borgeln bei Soest auf. Er lernte Edvard Munch, Karl Ernst Osthaus, Christian Rohlfs und Emil Nolde kennen, sowie seinen Förderer und Sammler Ernst Rump, der ihn später finanziell unterstützen sollte. Mit Friedrich Ahlers-Hestermann und Walter Rosam unternahm er 1907 eine Reise nach Paris, wo er sich dem internationalen Künstlerkreis des Café du Dôme anschloss.

### Mitglied der „Brücke“
Im Jahr 1908 wurde er auf Vorschlag von Karl Schmidt-Rottluff Mitglied der Dresdner Künstlervereinigung Brücke und in diesem Jahr namentlich im Verzeichnis der aktiven Mitglieder aufgeführt. 1909/10 nahm er an Wanderausstellungen der Brücke teil, zog sich 1912 jedoch wieder zurück.

### Weitere Ausbildung an der Académie Matisse
Im März 1909 unternahm er eine zweite Parisreise zur Weiterbildung und schloss sich mit Walter Rosam, Friedrich Ahlers-Hestermann und Gretchen Wohlwill der Académie Matisse an, die im Winter 1907/1908 auf Anregung von Sarah Stein, der Schwägerin der Kunstsammlerin Gertrude Stein, und des deutschen Malers Hans Purrmann gegründet worden war und die bis 1911 bestand. In dieser Zeit hatte sie mehr als hundert Schüler.

### Bekanntschaft mit Anita Rée und Max Reger

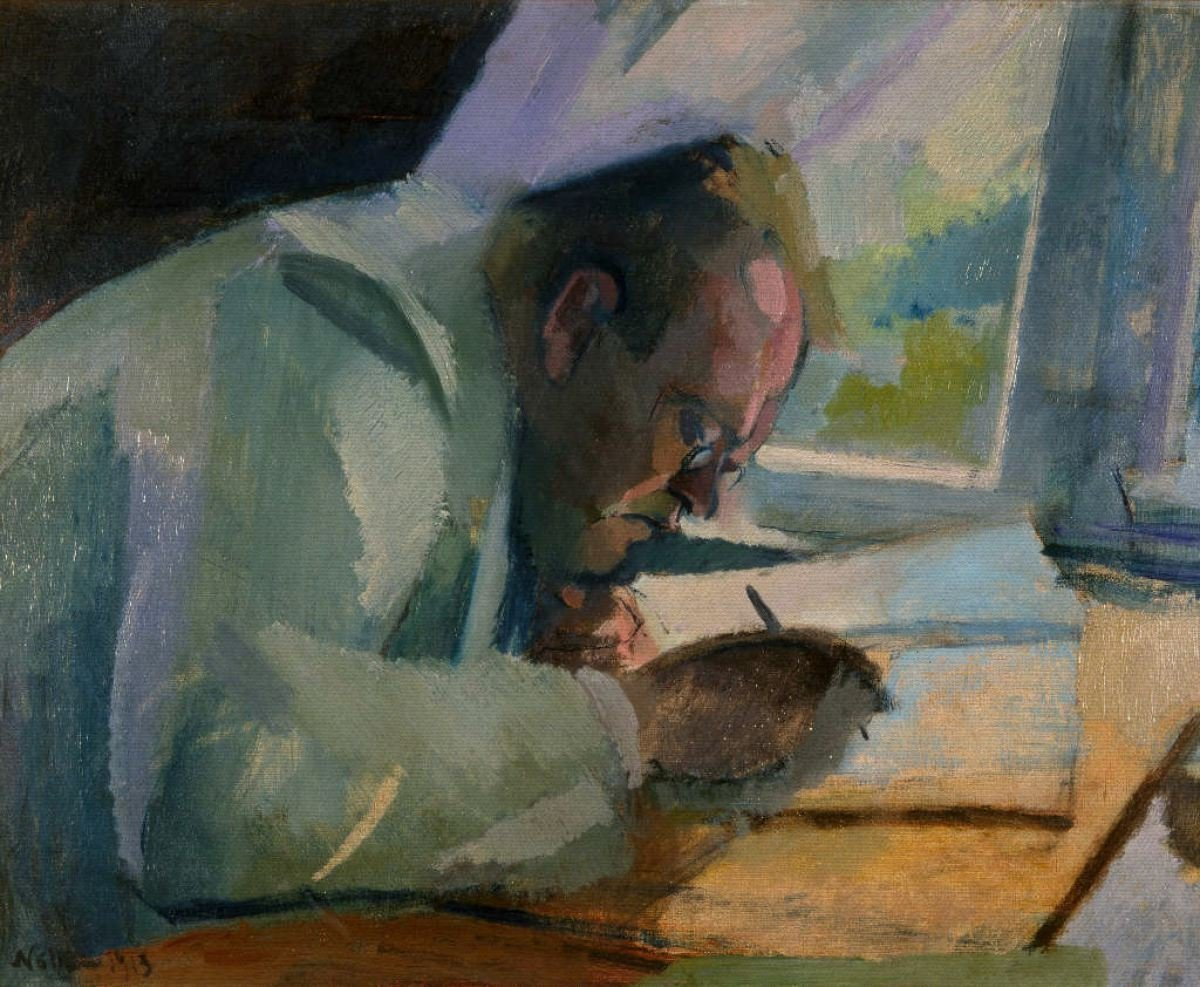
Max Reger bei der Arbeit, 1913

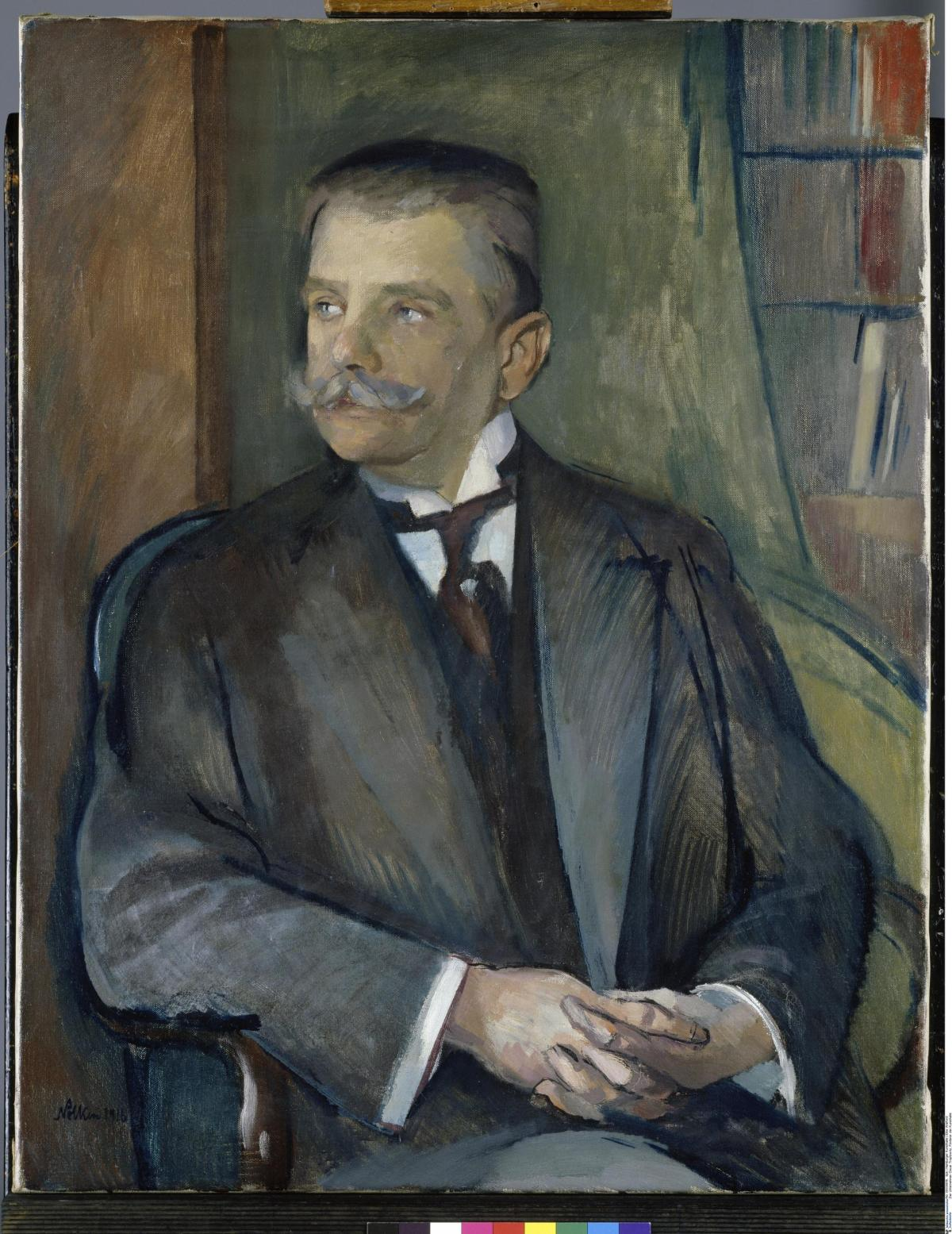
Porträt Oscar Troplowitz, 1916

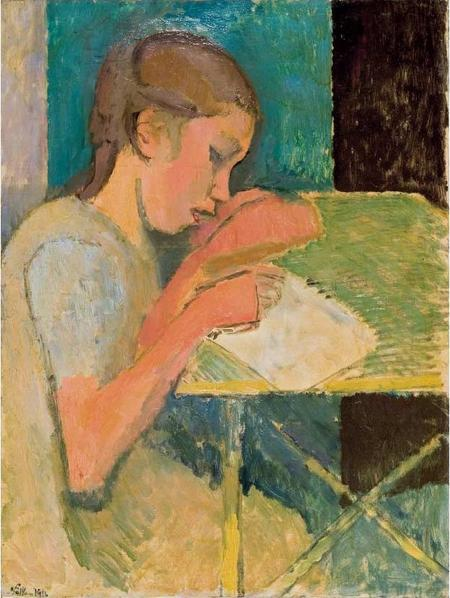
Schreibendes Mädchen, 1916

Nach seiner Rückkehr aus Paris schloss er 1910 Freundschaft mit Anita Rée, die seine Schülerin wurde und mit der er eine Ateliergemeinschaft bildete, der auch Ahlers-Hestermann angehörte. Die Freundschaft zerbrach aufgrund Rées unerwiderter Liebe zu Nölken.
Im Jahr 1912 unterrichtete er an der Hamburger Malschule von Gerda Koppel. Im folgenden Jahr lernte er den Komponisten Max Reger kennen, von dem er zahlreiche Bildnisse schuf. Eines der Reger-Porträts hing im Billardzimmer des Unternehmers Oscar Troplowitz, der als Mäzen die Siebelist-Schüler förderte und sich von Nölken 1916 porträtieren ließ. 1916 wurde er auch Mitglied des Hamburger Künstlervereins von 1832.

### Letzte Jahre
Im Mai 1914 reiste er ein drittes Mal auf der Suche nach künstlerischen Anregungen nach Paris. Ein von Lichtwark 1914 in Auftrag gegebenes Selbstporträt wurde 1915 von der Hamburger Kunsthalle erworben.
Im Ersten Weltkrieg wurde er 1917 zum Kriegsdienst eingezogen; kurz vor Kriegsende fiel Franz Nölken in La Capelle in Frankreich.
Der Nölkensweg in Hamburg-Barmbek ist ebenso wie der Franz-Nölken-Weg in Soest nach ihm benannt.

## Werk

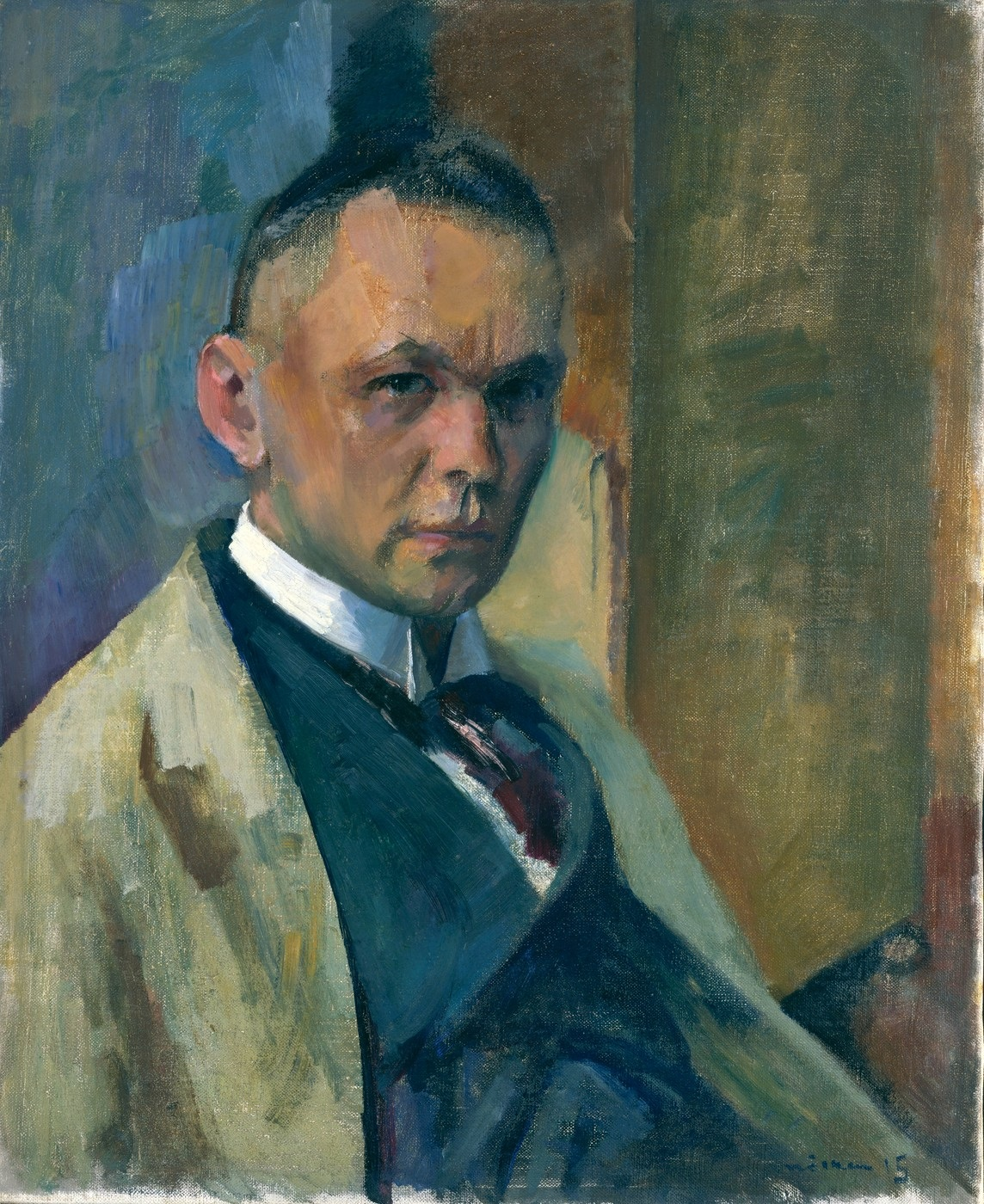
Selbstporträt, 1915

Nölken strebte nach Vereinfachung der Bildmittel. Er hatte eine große zeichnerische Begabung und malte daher vorwiegend Personen, aber auch Stillleben und Landschaften.
Werke von Franz Nölken sind in der Hamburger Kunsthalle, im Brücke-Museum Berlin und im Schleswig-Holsteinischen Landesmuseum Schloss Gottorf ausgestellt.
1937 wurde in der Nazi-Aktion „Entartete Kunst“ aus der Hamburger Kunsthalle, der Städtischen Kunsthalle Mannheim und dem Museum für Kunst und Kunstgewerbe Stettin fünf Bilder Nölkens beschlagnahmt und danach vernichtet.

### Werke (Auswahl)
- Am Brunnen, 1904
- Porträt Ernst Rump, 1905
- Schneiderstube, Aquarell, 1905
- Blumenstilleben, Öl auf Leinwand, 1906
- Heidelandschaft, Öl auf Karton, 1906
- Zwei Mädchen beim Ankleiden, Pastell auf Leinwand, 1907
- Selbstporträt, Öl auf Leinwand, 1908
- Kindergruppe im Park, Öl auf Leinwand, um 1912
- Max Reger bei der Arbeit, Öl auf Leinwand, 1913
- Blick aus Nölkens Atelier, Wallstraße in Hamburg, Öl auf Leinwand, 1914
- Selbstporträt, 1915
- Schreibendes Mädchen, 1916
- Selbstporträt, Aquarell, 1916
- Sitzender weiblicher Akt, Aquarell, 1916

### 1937 als „entartet“ beschlagnahmte und vernichtete Werke
- Zwei stehende weibliche Akte (Tafelbild)
- Vor dem Spiegel (Öl auf Leinwand, 101 × 60 cm, 1916)
- Zwei nackte Frauen (Radierung, 24,6 × 20 cm, 1914)
- Schupobeamter (Zeichnung)
- Kopf (Zeichnung)

## Ausstellungen
- 1984: Galerie Herold, Hamburg
- 1987: Brücke-Museum, Berlin
- 1989: Matisse und seine deutschen Schüler, Pfalzgalerie Kaiserslautern
- 1990: Ernst Barlach Museum, Hamburg
- 1996: Galerie Herold, Hamburg
- 2005:  Nolde, Nölken, Modersohn-Becker. Der kunstliebende Kaufmann Ernst Rump. Ernst Barlach Museum, Hamburg
- 2014/15: Sterne fallen. Von Boccioni bis Schiele. Der Erste Weltkrieg als Ende europäischer Künstlerwege, Kunsthalle Kiel, 11. Oktober 2014 bis 8. Februar 2015
- 2018/19: Paris im Sinn – Hommage an den Hamburger Franz Nölken. Ernst-Barlach-Haus, Hamburg, 4. November 2018 bis 17. Februar 2019